# Lebohang Maboe
Lebohang Maboe, né le 17 septembre 1994 à Ratanda, est un footballeur international sud-africain qui évolue au poste de milieu offensif au Mamelodi Sundowns.

## Biographie

### Vie privée
Il est le fils de l'ancien joueur des Moroka Swallows et des Orlando Pirates, Sidwell Maboe.

### Carrière en club
Maboe a commencé à jouer au football dans sa ville natale de Heidelberg où il a joué avec l'équipe amateur Ratanda Real Hearts. Au cours de son passage chez les Hearts, il a été promu dans l'équipe des moins de 17 ans du club à l'âge de 14 ans, où ses performances au niveau de sa catégorie d'âge lui ont valus l'opportunité de rejoindre plus tard l'académie des Kaizer Chiefs,.

### Mbombela United
En 2015, Maboe a signé pour l'équipe de première division Mbombela United où il a passé une saison. Il a marqué 3 buts en 27 matchs en championnat et a permis au club d’atteindre les play-offs du PSL où ils ont été battus par Highlands Park. Maboe a cependant accédé à la Premiership, car à la fin de la saison, il a été signé par l'équipe de première division, Maritzburg United.

### Maritzburg United
Maboe a officiellement rejoint Maritzburg United en juillet 2016, où il a initialement rejoint l'équipe réserve du club,. Il a ensuite été promu en équipe première par l'entraîneur Ernst Middendorp qui lui a offert ses débuts en octobre contre les Free State Stars. Il a joué à tous les matchs sous la direction du nouvel entraîneur Fadlu Davids et a enregistré 3 buts en 22 apparitions au total.

### Mamelodi Sundowns
Le jour de l'ouverture de la saison, Maboe a fait ses débuts sur le banc lors d'un match nul 1-1 contre Kaizer Chiefs. Lors du match suivant, il a marqué son premier but pour le club lors d'une victoire 2-0 contre Polokwane City. Il aura finalement marqué neuf buts et huit passes décisives et a permis à Mamelodi Sundowns de conserver son titre.

### Supersport United
Il signe au SuperSport United dans le cadre d'un prêt à court terme du Mamelodi Sundowns le 28 janvier 2025.

### Carrière internationale
Après son succès avec Maritzburg United, Maboe a reçu sa première convocation internationale en équipe nationale avant la Coupe COSAFA 2017. L'année suivante, il revient pour l'édition 2018 de la compétition où il marque trois buts en deux apparitions alors que l'Afrique du Sud remporte le titre Plate ; l'équivalent d'une cinquième place,.

## Statistiques
| Équipe         | Année | Matchs | Buts |
| -------------- | ----- | ------ | ---- |
| Afrique du Sud | 2017  | 2      | 0    |
| Afrique du Sud | 2018  | 6      | 3    |
| Afrique du Sud | 2019  | 1      | 0    |
| Total          | Total | 9      | 3    |

## Palmarès
- Championnat d'Afrique du Sud : Champion en 2018[12], 2019, 2020, 2021, 2022, 2023 et 2024.
- Coupe d'Afrique du Sud : Vainqueur en 2020 et 2022.
- Telkom Knockout : 2019

Individuel
- Joueur du tournoi de la Coupe Nedbank : 2018 [9]
- Joueur le plus prometteur de la Coupe Nedbank : 2018 [9]